# 마법전사 유캔도
《마법전사 유캔도》(일본어: 魔弾戦記リュウケンドー)는 2006년 1월 8일부터 같은 해 12월 31일까지 TV 아이치를 제작국으로 하고 TV 도쿄 계열에서 매주 일요일 7:00 - 7:30 TV 아이치쿠에 방송되었다.
지방에 따라서는 방송 개시일이 다르기 때문에, 이것에 대해서는 #방송국의 일람을 참조.

## 개요
지금까지 특촬 히어로를 독자적으로 다루었던 적이 없었던 마츠타케의 히어로물 첫참가 작품이다.
제작 경위
본 작품의 기획이 시작된 것은 2002년 초두경. 당시 다카라(현 다카라토미)는 트랜스포머 등 애니메이션과 함께 남아 완구의 주축이 되는 기획을 모색하고 있었으며 애니메이션과의 분배를 위해 실사작품에 뛰어들겠다는 생각을 갖고 있었다. 그러나 다카라가 마지막으로 특촬 캐릭터 완구에 뛰어든 전광 초인 그리드맨의 방영 종영 이후 10년이 넘으면서 사내에는 이미 특촬 캐릭터를 마무리하는 노하우가 남아 있지 않았다. 거기서 외부 스탭의 힘을 빌리려는 것으로 되어, 일찌기 동사가 스폰서드 하고 있던 「마신 영웅전 와타루」에서 영상과 완구의 연동에 성공 예가 있던 히로이 왕자에게 원작을 의뢰. 다카라토미, 쇼치쿠, 히로이 측 3자가 캐릭터 완구에 구체적인 함정이 끝난 후 프로그램을 제작하기 시작했으며 디자인 작업은 2003년 봄경부터 시작되었다. 메인 모티브인 용이나 열쇠, 주인공 영웅의 색깔이 파란색이라는 점 등은 모두 자녀 설문조사 결과에서 채택됐다.
당 프로그램은 당초 2005년 4월에 방송 개시 예정이었지만, 제반 사정으로 총 52회의 촬영이 크랭크 업 된 후인 2006년 1월부터 방송 개시되었다. 그러한 경위도 있어 본작의 시대설정은 2005년 3월부터 2006년 1월 1일까지이다. 제작국의 TV 아이치에서는 방송 개시전에 소개편의 특별 프로그램이 방송되어 칸토 지구등에서 일주일 늦은 매주 일요일 6:30-7:00의 방송이 되었다. 반대로 공식 페이지에서는 1회 빨리 예고가 갱신되었다.
특징
이 작품은 가공의 변두리·아케보노쵸를 무대로 하고 있어, 그 마을만을 지키는 히어로라고 하는 설정이나 묘사도 특징의 하나이다. 세계관은 쇼치쿠의 간판영화인 남자는 괴로워를 의식하고 있다. 또 마법을 모티브 중 하나로 삼았는데 이는 2001년부터 영화 시리즈가 히트를 친 해리 포터 시리즈의 영향이 있었다는 지적이다.
춤추는 대수사선, 겨울연가 등 유명 인기작의 패러디 소재가 프로그램 내 곳곳에 박혀 있다. 쇼치쿠의 대표작 남자는 괴로워도 패러디했으며 4화에서 주인공 겐지가 결국 너희 인텔리구나?라는 토라의 유명한 대사를 하고, 7화에는 일반 시민 중에 토라 씨를 꼭 닮은 남자가 등장한다(역명은 토라지로가 아닌 류지로). 주역 3명의 성씨 「나루카미」 「후동」 「시라나미」는, 각각 가부키의 상연 목록에서 인용되었다. 송죽무성 영화 패러디 포스터가 거리 곳곳에 붙어 있거나 극중 배경으로 쓰이는 소품에도 놀이가 많다.
캐스팅 스태프
나루카미 켄 2역을 연기한 야마구치 쇼고가 주연으로 결정된 것은, 본 작품에서 메인 감독을 맡은 하라다 마사키가, 역시 야마구치가 주연인 '울트라맨 티가 외전 고대에 되살아나는 거인'(완전판)의 메이킹 DVD 구성·연출을 담당한 인연으로 출연을 제의한 데 기인한다. 또, 사토 히로코나 호소카와 후미에라고 하는 신구 거유 아이돌의 경연도 화제를 불렀다. 아마지 유야역은 당초 히가시노 코지에게 오퍼를 냈지만, 히가시노가 사퇴해 대신에 시미즈 케이우가 기용되었다.
전술과 같이 마츠타케·타카라토미 양 회사의 특촬 히어로 프로그램을 다루는 노하우가 부족했던 것도 있어, 스탭은 그 대부분이 외부 스탭에 의하고 있다. 원작에 앞서 나온 「마신 영웅전 와타루」시리즈외, 게임 「사쿠라 대전 시리즈」를 다룬 히로이 왕자, 크리쳐 디자인에 아메미야 케이타를 기용한 것 외, 연출이나 각본도 「슈퍼 전대 시리즈」나 「울트라 시리즈」를 다룬 정예로 굳어지고 있다.
평가
시청률에 대해서는, 칸토 지구에서 1%대 전후인 것이 많아(비디오 리서치 조사) 결코 높다고는 말할 수 없지만, 타카라토미로부터 발매된 캐릭터 완구의 매출은 호조였다. 하지만 다카라토미의 완구 매출은 20억엔에 그쳐 목표인 40억엔을 채우지 못했다.
해외 전개
2006년 8월 28일부터는 한국의 유선방송국 JEI 재능TV에서도 '마법전사 유켄도'라는 제목으로 방영이 시작되어 옷 갈아입히기 인형 등으로 전부터 다카라토미와 거래해 온 한국완구업체 SONOKONG(손오공)사가 국내 캐릭터 완구를 판매하고 있다. 그 결과 한국에서는 40억엔의 매출을 올렸다.

## 대강의 줄거리
일본 어디에나 있을 것 같은 마을, 아케보노쵸. 하지만 이 동네는 쟈망가라는 마물들에게 표적이 되고 있었다.그런 아케보노쵸에 온 신임 형사의 나루카미 겐지는, 빨리 상가에서 날뛰는 쟈만화의 심부름꾼들에게 습격당한다. 거기에 류간오가 나타나 심부름꾼을 차례차례 쓰러뜨려 갔다. 켄지는 마을 사람들로부터, 경찰은 믿을 수 없고 마물은 SHOT라는 조직이 쓰러뜨리고 있다는 것을 듣는다. 그 후, 강력한 마물이 상가에 출현. 기세에 맡겨 마물에 도전하는 켄지의 앞에, 공중에서 게키류켄이 한줄기 빛이 되어 날아온다. 게키류켄에게 일시적으로 의식을 지배당했던 겐지는 마탄전사로 변신, 마탄베기로 마물을 무찌른다. 그리하여 겐지는 마탄전기 류켄도로서 SHOT와 함께 쟈만화와 싸우게 되었다.

## 등장 메카

### 수왕
- 브레이브레온 → 갓레온 ■
- 버스터울프 → 마그나울프 ■
- 파이어콩 → 버닝콩 ■
- 아쿠아샤크 → 블리자드샤크 ■
- 델타섀도우 ■
- 썬더이글 → 라이트닝이글 ■

### 궁극수왕
- 슈퍼라이징드래곤 (갓레온 + 버닝콩 + 블리자드샤크 + 라이트닝이글 + 울트라드래곤) ■■■■

## 한국판 성우진
- 전광주 - 류노(드래곤 유캔)
- 이원찬 - 태호(드래곤 유건)
- 신용우 - 진오(드래곤 유천)
- 박선영 - 린
- 홍범기 - 태민 / 드래곤 블라스터
- 유호한 - 덴 / 드래곤 스워드
- 박신희 - 마노 / 미진
- 구민선 - 유리
- 방성준 - 닥터 웜
- 곽윤상 - 쟈크 문 / 드래곤 엑스
- 배정민 - 소진 / 레이디 골드
- 홍진욱 - 이과장 / 블러디 백작